# Ábrányi Alajos
Lászlófalvi és mikeföldi Ábrányi Alajos, névváltozat: Eördögh Alajos (1786 – Szentgyörgyábrány, 1853. május 30.) magyar politikus, újságíró, főjegyző.

## Élete
A régi nemesi származású lászlófalvi és mikeföldi Eördögh család sarja. 1844. február 3-án engedélyt szerzett V. Ferdinánd magyar királytól a vezetékneve megváltoztatására "Ábrányira", Szentgyörgyábrány helység után, ahol egyik birtoka, illetve lakóhelye volt. Sokáig Szabolcs megyének főjegyzője, 1840 körültől 1844-ig alispánja; az 1830. évi országgyűlésen az ellenzéki párt tagja volt, később azonban a konzervatívok táborába szegődött. Elhunyt 1853. május 30-án reggel 8 órakor, örök nyugalomra helyezték 1853. június 1-jén Szentgyörgyábrányban.

## Családja
Idősebb Ábrányi Emil politikus és Ábrányi Kornél zeneszerző apja, ifjabb Ábrányi Emil költő, műfordító, újságíró nagyapja, legifjabb Ábrányi Emil zeneszerző dédapja. Felesége Kállay Terézia volt, akivel 1810. március 13-án Nagykállóban kötött házasságot.

## Munkássága
- Átalakulási vázlatok, tekintettel hazai viszonyainkra. (Buda, 1848)